# Içar velas
Içar uma velas é sinónimo de a fazer subir, hastear. Iça-se uma vela tirando-a à mão pela adriça nos veleiros ligeiros ou usando um winch nos outros. A manobra deve ser geralmente efectuada contra o vento desde que os ventos não estejam muito fracos.

## Tipo de vela
A maneira como e onde a vela é içada depende da sua utilização.
A Vela grande normalmente enverga (entra numa calha do mastro)  e a adriça que a faz subir é metade em aço - a parte que é presa directamente à vela -  e metade em fibra para facilitar o seu manuseamento.

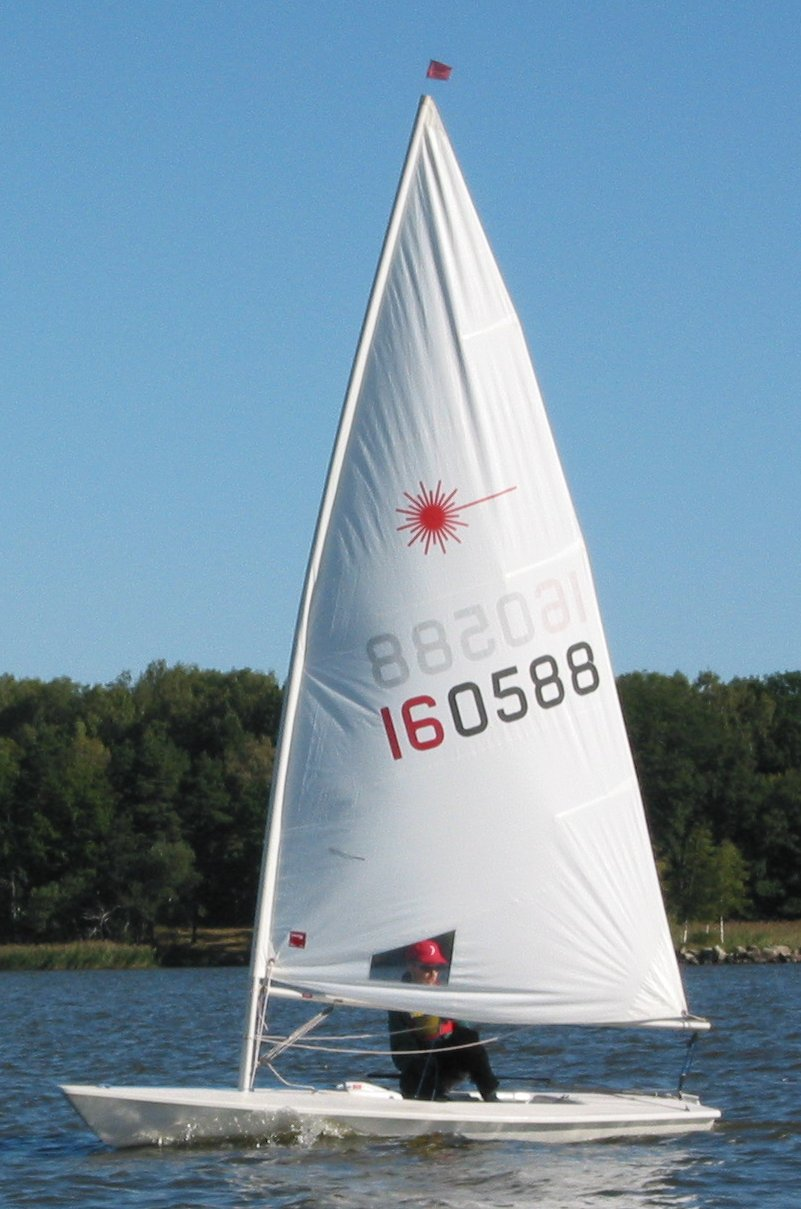
Curvatura do mastro de um Laser

A Vela de estai é preza ao estai -  razão do seu nome - por pequenos fechos e depois de passar por uma roldana quase na cabeça do mastro desce ao longo dele. Tanto num caso como no outro a maior ou menor tensão do cabo vai exercer uma pressão na peça a que está preso. Essa a razão porque o estai vai ficar bem esticado o que vai puxar ligeiramente o mastro para a proa, mas esse inclinação é compensada pela tensão da vela grande. Esta pressão é tanto mais evidente num monotipo ligeiro sem  vela de estai do tipo do Laser (vela) (imagem) do que num veleiro ligeiro tipo Dragão (vela).
Usam-se regularmente hoje em dia velas de estai que não se içam pois se enrolam/desenrolam em torno do estai. Com este tipo é preferível não estar aproado ao vento para se aproveitar a sua força para ajudar a desenrolá-la.

### Curiosidade
A expressão (em francês:  hisser le Foc em português:  içar a Vela de estai) provém do árabe "ézz al fog" que quer dizer puxar para cima. É preciso notar que as velas mourescas eram triangulares, e daí a confusão dos europeus que ao ouvirem as ordens náutica tomaram o "al fog" pelo nome da vela.  

## Contrário
A operação contrária à de içar chama-se: Amainar, arrear ou baixar.